# Acordo de Winchester

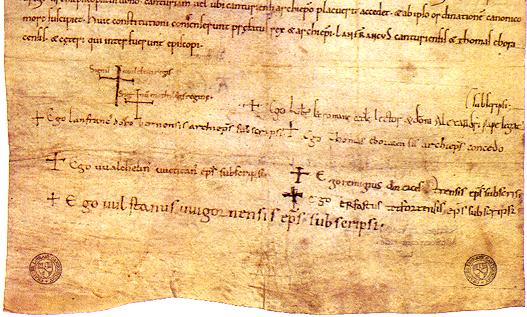
O Acordo de Winchester de 1072, assinado por (de cima para baixo, na coluna da esquerda) Guilherme, Matilda, Lanfranco, Valcelino e Vulstano, juntamente com (de cima para baixo, na coluna da direita) um legado papal, Tomé, Remígio e Herfasto. As assinaturas de Guilherme I e sua esposa Matilda são as primeiras duas grandes cruzes

O Acordo de Winchester é o documento do século XI que estabelece a primazia do Arcebispo da Cantuária sobre o Arcebispo de Iorque.
Originou-se em uma disputa sobre a primazia entre Tomé, Arcebispo de Iorque, e Lanfranco, o novo Arcebispo normando da Cantuária, logo após o último ter tomado posse. O caso foi ouvido pela primeira vez pelo rei Guilherme, o Conquistador na antiga capital real saxônica de Winchester, na Páscoa de 8 de abril de 1072, na capela real do castelo. Em seguida, foi ouvida em Windsor, no dia de Pentecostes em 27 de maio, onde o acordo final foi selado, com Guilherme decidindo em favor de Lanfranco, e formalizado neste documento.
Isso não acabou com a disputa entre Cantuária e Iorque sobre a primazia, uma vez que continuou por vários anos após o acordo.

## Signatários
Quando Guilherme e sua rainha assinaram o documento com cruzes, não significa necessariamente que foram inutilizados para a escrita, doentes ou até mesmo analfabetos. Eles e todos os bispos assinaram com cruzes, como as pessoas analfabetas fariam mais tarde, mas fizeram em conformidade com a prática jurídica atual, não porque eles ou os bispos não poderiam escrever seus próprios nomes.
Na versão CCA-DCc-ChAnt/A/2, também foi assinado por:
- o Arcebispo da Cantuária
- o Arcebispo de Iorque, que assinou "concedo" (eu concedo), ao contrário de todos os outros signatários, que assinaram "subscripso" (eu subscrevo)
- Vulstano, bispo de Worcester
- Valcelino de Winchester
- Remígio de Fécamp, bispo de Lincoln, que mudou a sua sede para essa cidade no início do ano
- Herfasto de Thetford
- Huberto, "leitor" da Igreja Romana e legado papal do papa Alexandre II (o papa que havia apoiado a invasão da Inglaterra do Rei Guilherme e havia apoiado Lanfranco na disputa)

e, adicionalmente, na versão CCA-DCc-ChAnt/A/1:
- Guilherme, bispo de Londres
- Hermano, bispo de Sherborne
- Gualtério, bispo de Hereford
- Gisa, bispo de Bath e Gales
- Estigando, bispo de Chichester
- Sivardo, bispo de Rochester
- Osberno FitzOsbern, bispo de Exeter
- Odo, bispo de Bayeux, conde de Kent
- Godofredo de Montbray, bispo de Coutances, um dos nobres ("primatas") dos inglês
- Escolando, abade da Abadia de Santo Agostinho
- Elfuíno, abade da Abadia de Ramsey
- Elnodo, abade da Abadia de Glastonbury
- Turstano, abade de Abadia de Ely
- Vulfuoldo, da Abadia de Chertsey
- Eluíno ('Eluuius' [também conhecido como Eteluíno]), de Evesham ('hevesand')
- Frederico, abade de St Albans
- Godofredo, abade de São Pedro em Westminster
- Balduíno, abade de Bury St Edmunds
- Turoldo, abade de Peterborough
- Adelelmo, abade de Abingdon
- Rualodo, abade de Nova Basílica de Winchester

Ambas as versões são endossadas com descrições e indicadas na caligrafia do século XIII.

## Cópias
As principais cópias são mantidos nos arquivos da Catedral de Cantuária (entradas para a versão do catálogo the CCA-DCc-ChAnt/A/1 e versão the CCA-DCc-ChAnt/A/2). Há também um na Biblioteca Britânica.

## Versões
Nos Arquivos da Catedral de Cantuária:
- CCA-DCc-Register E, f46r e CCA-DCc-Register I, ff60v-61r (seções de cartas régias de liberdades à Igreja)
- CCA-DCc-ChAnt/A/2 (algumsa variações significativas)

Na Biblioteca Britânica
- BL Cotton Appendix 56, ff57r-58r